# 1998 KA10
1998 KA10 är en asteroid i huvudbältet som upptäcktes den 25 maj 1998 av Beijing Schmidt CCD Asteroid Program vid Xinglong-observatoriet.